# St. Anna (Sulzbach am Main)

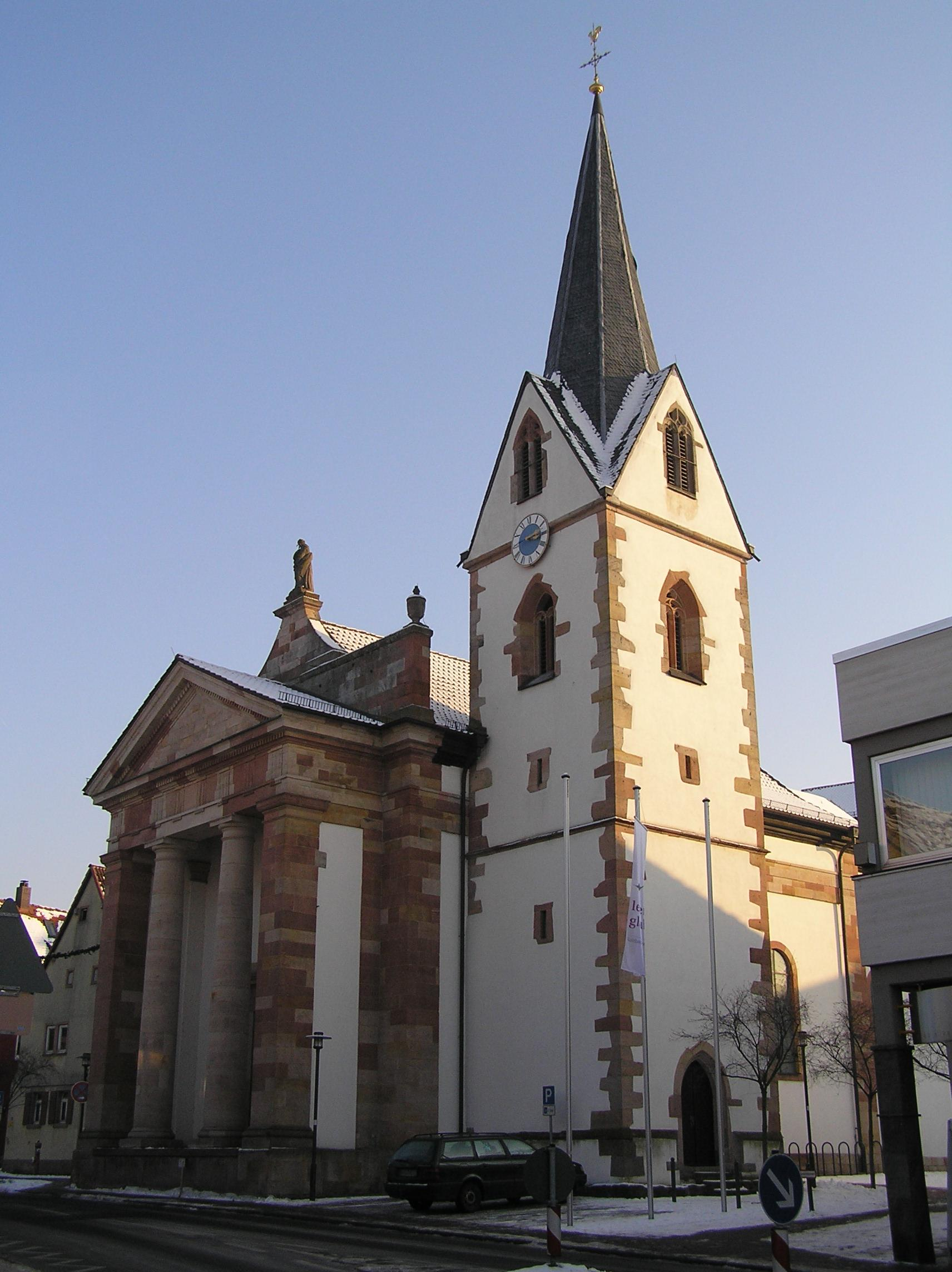
St. Anna (Sulzbach am Main)

Die römisch-katholische, denkmalgeschützte Pfarrkirche St. Anna steht in Sulzbach am Main, einem Markt im Landkreis Miltenberg (Unterfranken, Bayern). Die Kirche ist unter der Denkmalnummer D-6-76-160-2 als Baudenkmal in der Bayerischen Denkmalliste eingetragen. Die Pfarrei gehört zur Pfarreiengemeinschaft St. Christophorus Sulzbach im Dekanat Obernburg des Bistums Würzburg.

## Beschreibung
Die klassizistische Saalkirche wurde 1789 nach einem Entwurf von Emanuel Herigoyen errichtet. Sie besteht aus einem Langhaus, einem langgestreckten eingezogenen Chor mit halbrundem Schluss im Süden und einem Kirchturm über quadratischem Grundriss an der Westwand des Langhauses, der im Kern noch vom Vorgängerbau aus dem 14./15. Jahrhundert stammt. Seinen spitzen, schiefergedeckten Helm über den Dreiecksgiebeln mit den Klangarkaden, hinter denen sich der Glockenstuhl mit vier Kirchenglocken befindet, erhielt er später. Vor der Attika der Fassade im Norden befindet sich ein Portikus. 
Die Kirchenausstattung ist klassizistisch. Die Orgel mit 12 Registern, einem Manual und einem Pedal wurde von Johann Christian Dauphin um 1720 ursprünglich für das Kloster Schmerlenbach gebaut.